# Extraits du corps
 (janvier 2015).
 (février 2019).
Publié en 1958 aux Éditions de Minuit et dédié à son ami le poète et traducteur américain Robert Maguire, Extraits du Corps est le deuxième recueil de poésie de Bernard Noël. 
Écrit en quelques nuits de l'année 1956, il fut précédé par la publication en 1955 des Yeux chimères, publiée aux Éditions Caractères. Bernard Noël fait d'Extraits du corps le lieu d'une inspection lyrique sur les fonctionnements et les dysfonctionnements organiques. En cela, sa poétique peut être comparée à l’œuvre de Georges Bataille ou d'Antonin Artaud.

## Titre
Le titre du recueil relève d’une polysémie éloquente et significative du rapport noëlien entre le corps et l’écriture. Bernard Noël souhaite annuler la différenciation entre corps et texte, le poète étant l’initiateur du corps-texte ou texte-corps, dans lequel le fond et la forme se mêlent de manière équivalente. Ainsi la poésie de Bernard Noël peut être considérée comme un « parti pris du corps ».
« Extraits »  peut donc être pensé comme un substantif pluriel renvoyant à l'essence ou au morcellement ; ou encore comme un adjectif auquel l'antécédent serait manquant, le titre signifierait alors « choses extraites du corps ». De plus, le mot « corps » peut aussi bien être pris dans sa dimension première de matière physique et organique de l'être, que comme le corps du texte. La double traduction anglaise du recueil tente de montrer cette richesse du titre : Essence of the body or Extracts from the text.

## Structure
Le recueil se compose de trois sections distinctes, sobrement numérotées 1, 2 et 3, la première étant composée de treize blocs de prose. La deuxième partie en compte onze, nettement fissurés par des blancs, des espaces, des points de suspension ou des lignes noires, ce qui témoigne de l’importance de la typographie. Quant à la troisième section, onze textes fragmentaires la composent et semblent se rapprocher davantage de la forme versifiée et des vers libres.

## Style

### L’expérience organique à travers le langage figuré

#### Une redéfinition poétique du corps par le processus d’évocation
Le langage poétique se caractérise par un recours massif aux métaphores nominales in praesentia dont le comparé est généralement une partie du corps. Ce procédé témoigne d’un désir du poète de faire tendre le rapport d’analogie entre les référents vers un rapport d’identification entre comparé et comparant, donnant lieu à une véritable redéfinition poétisée du corps : « L’œsophage est le centre immobile de ce glissement » ; « ma bouche est cette concavité paisible, environnées de voies complexes [...] elle est la porte d’une partie du corps ». Le langage figuré du poète contribue à livrer au lecteur une perception nouvelle des organes et parties du corps, à l’intérieur d’une syntaxe à construction attributive qui rend possible le processus d’évocation propre à exprimer le rapport complexe qu’entretiennent le corps et la subjectivité.

#### Perception décuplée et synesthésie de la chair: l’ininterprétabilité du langage poétique
Les sensations corporelles sont constamment contrebalancées par l’évocation d’une perception du sujet qui se voit empêchée ou contraignante : « La terre s’affaisse dans mon corps [...] je vois sans voir » ; « Chaque effort de l’œil crispe comiquement ma gorge ». Si la perception est brouillée c’est parce qu’il s’agit d’une perception « à nerfs, à squelette et à chair ». 
Le poète prête aux organes du corps des propriétés inattendues qui confrontent le lecteur à une  forme d’ininterprétabilité du processus poétique, c’est-à-dire une non conformité aux règles de la cohérence sémique, ce qui rend a priori l’énoncé ininterprétable. Il s’agit le plus souvent de métaphores, comme c’est le cas lorsque le rhème d’une phrase confère aux organes corporels qui en constituent le thème, des caractéristiques propres au monde végétal et naturel : « Les nerfs poussent leurs racines autour de la colonne » ; « Et la peau floconne à travers la chair avec douce lenteur ». Les parties du corps sont même personnifiés par une sorte de synecdoque où l’homme n’est plus maître de son corps : « Les dents veulent lyncher la langue. Le cerveau veut déménager car il est las du pâté de cœur ». Ainsi chaque « extrait » du corps vit, désire, agit tel l’être singulier qui les renferme et dont il n’est visiblement plus le maître.

#### Désagrégation et prolifération du corps
L’écriture du corps présente un rythme saccadé, un lexique et une typographie particuliers qui soumettent au lecteur cette intention propre au corps de se multiplier ou au contraire de s’éparpiller. Le corps dépeint par Noël est désarticulé et morcelé. Ce caractère parcellaire est notamment souligné par l’utilisation de l’article défini qui actualise le nom et lui donne une autonomie propre (« l’œsophage » ; « le crâne » ; « la colonne » ; « le nez »).
L’isotopie de l’affaissement (« éboulement » ; « glissement » ; le visage s’affaisse ») et le motif du trou (« Né du trou. Bâti autour du trou. Je suis une organisation du vide ») permettent tous deux la construction d’une poétique du vide, dans laquelle le corps se liquéfie jusqu’à la défécation (« Défécation très lente, tout au long de la gorge. L’œsophage est le tube du monde. J’y suis caca »). La désagrégation s’applique au corps mais également au texte par le biais de la typographie. Le corps devient alors le résultat de l’unification de multiples bouts de corps, amenant alors à considérer la prolifération de masses constitutives du corps, comme en témoigne l’usage de la ponctuation qui permet d’isoler les mots, excluant ainsi toute tentative de liaison entre eux : « Un œil. Un lobe. Un nerf. Un os. Un air ». Ce corps qui subit des transformations violentes s’éparpille en morceaux, ce qui créé une impression de pullulement des termes relatif à l’isotopie du corps.

### Un retour aux origines

#### Un recyclage littéraire
Bernard Noël effectue un véritable retour aux origines. Il s'inscrit et prend appui sur l'histoire partagée et connue : l'histoire biblique. Les poèmes regorgent de thèmes religieux tel que celui de la chute originelle ou encore de la Genèse. Bernard Noël réécrit même la genèse du corps afin d'inscrire l'homme dans le cosmos et dans l'infiniment grand. Certaines phrases font directement échos à la Bible : « Je suis la terre et l'affaissement de la terre » est calquée syntaxiquement et rythmiquement sur « Je suis poussière et redeviendrait poussière ». 
Bernard Noël cherche donc à s'inscrire dans l'histoire fondamentale et propose une temporalité cyclique. « Rien qu'un reste à partir duquel le corps peut recommencer » est fidèle à la vision biblique de la résurrection. Le recyclage littéraire peut également se manifester à travers le jeu et l'utilisation des codes de la poésie traditionnelle. Les jeux sur les sonorités sont omniprésents : allitérations, assonances, homéotéleutes, et paronomases provoquent souvent une dissonance et des contrastes.  Le recueil regorge également d’images lyriques qui rappellent la poésie romantique : « mes jambes s'allongent perçant des nuages » ou le « lac d'argent lisse »  qui évoque immédiatement Lamartine et son poème Le Lac.

#### Un retour à l’élémentaire
Le retour aux origines s'effectue par un retour à l'élémentaire et au concret. Chaque image abstraite est immédiatement brisée. Ainsi « J'ai la tête pleine de plumes », qui peut être considéré comme un fragment lyrique, est immédiatement contrebalancé par le fragment suivant « Je crache des cellules ». Noël nous présente un corps sous ses formes les plus basses : le crachat, la bave, la défécation. S'il existe un sujet lyrique, un « je » en souffrance, c'est un sujet du bas corporel, un sujet qui devient « caca » . La poésie de Noël se débarrasse des fioritures et de l'élévation et propose un retour au corps, au concret, à la chair, et à l'anatomie. Le langage, bien que scientifique, y est élémentaire et le vocabulaire parfois trivial (« caca », « anus », etc.). Le poète use également du procédé de la liste et utilise à plusieurs reprises des présentatifs : « Il y a un haut, un bas », « Il y a une boule creuse », « il y a de la gelée ». De cette façon, il présente des émotions vraies et élabore un rapport simple à la langue. Ce retour à l'élémentaire, au corps brut et non artificieux, n'est pas sans rappeler la philosophie du Ponge dans Le Parti pris des choses. Noël déclarant même : « Je cherchais, à écrire le parti pris du corps ».

### Construire un nouvel espace poétique

#### Du je à l'autre
Le recueil concerne le corps de Noël mais aussi le corps de l'écrivain en général, le passage du « je » à l'autre, du dehors au dedans, de l'intime à l'universel. Il écrit ainsi : « Un autre émerge dans mon ventre ». Si le « je » est fréquemment utilisé pour témoigner d'une expérience intime, l'absence d'éléments biographiques ou historiques permet une identification universelle. La poésie devient le lieu du partage des sensations, en conformité avec le lyrisme d'après-guerre, telle que le définit Maulpoix dans un lyrisme critique : « Le lyrisme n'est pas l'expression personnelle, mais l'adresse à autrui. Le lyrisme est tendu vers l'autre mais aussi bien que tendu par l'autre ». Le sujet souffrant existe alors par rapport aux autres, c'est un lyrisme du non contrôlée, une expérience introspective et anatomique qui est à la fois très intime mais qui peut également être partagée.

#### Une poétique de la réversibilité
Si la poésie noëlienne semble être construite de contraires (prolifération/désagrégation, plein/vide, connu/inconnu), c'est pour s’approcher au plus près du fonctionnement organique. L'effrayante séparation entre le corps et l'esprit est omniprésente. Le recueil s’ouvre sur une dichotomie entre le « je » et les parties du corps qui s'imposent en devenant le sujet des propositions : « C'est depuis l'estomac qu'a poussé l’arbre qui empale ma gorge. Il monte jusque dans mes narines ». Au-delà d'un dualisme, il s'agit de montrer le caractère anarchique et tyrannique du corps : il y a donc un double, un second autre, un inconnu dont on ne peut se détacher puisqu'il est intérieur. D'où la fréquente redondance des pronoms personnels et possessifs  ainsi que des chiasmes qui forment un dialogue d’une déchirure symétrique : « ma soif a bu ma propre soif » ; « Il demeure dans l'essence de moi d'être moi ». L'expérience de l'écrit invite à la réversibilité : « voici que mon œil s'est inverti ». Le corps devient un « gant »  que l'on peut alors, comme un livre, retourner pour mieux voir. La composition-même du recueil refuse la linéarité. L’éparnorthose permanente figure l’impossibilité de retranscrire les sensations avec justesse, malgré la volonté d'une écriture cathartique : « l'écorché regarde son corps et dit : qui est-ce ? »

#### Une approchephénoménologiquedans la lignée de l’œuvre deMerleau-Ponty[20]
Bernard Noël invente une phénoménologie poétique de la perception qui va contre l’approche cartésienne du langage qui fait des mots les simples expressions d’un concept mental. L’approche noélienne part de la perception pour redonner du sens au langage. Ainsi les perceptions visuelles (« je vois sans voir »), auditives (« le cœur est silencieux »), gustatives (« La bouche est suturée ») et olfactives (« Le nez aspire le vide ») sont mises à mal au profit d’autres perceptions (« Il y a des perceptions à nerfs, à squelette et à chair. J’avance de l’une à l’autre, comme à travers les bandes d’un spectre »). 
La récurrence de verbes d’action rend compte d’une sensation d’étirement des muscles ou au contraire d’une sensation de repliement du corps dans lequel tous les  organes tendent à se confondre. Le corps s’anime et créé de nouvelles sensations. Il se transforme en même temps que la parole et le sens du langage se réalise. La mise à mal du regard permet de montrer qu’il n’est pas un simple récepteur passif de l’objet vu. Il doit être capable de le recréer, et c’est cette construction qui permet de donner chair aux choses et aux mots. « On pourrait dire « motifier » pour prendre mot, écrit-il, comme on dit « incarner » pour prendre chair.

## Sources
- Colloque de Cerisy consacré à Bernard Noël
- "Extraits du corps, le livre fondateur" sur le site Atelier Bernard Noël
- Steven Winspur, Bernard Noël (Rodopi, 1991).
- ici
- là